# Bad Obsession
Bad Obsession é uma canção do grupo de hard rock Guns N' Roses, em 1991,que foi lançada no álbum Use Your Illusion I como a 7° faixa  do disco, composta pelo até então guitarrista Izzy Stradlin e é muito famosa por sua complexidade,grandes slides feito pelo Slash e a utilização da Gaita.
Ela é a setima música do álbum Use Your Illusion I. Michael Monroe, da banda Hanoi Rocks, toca harmónica na versão de estúdio.

## Composição
Ela foi escrita por Izzy Stradlin e West Arkeen. A música fala sobre o uso de droga. 

## Shows
Em uma versão ao vivo em Tokyo Dome apresentada no DVD do Use Your Illusion I no Japão, Bad Obsession é a sexta música e Axl Rose fala do Izzy assim: "This a song that we wrote about one year before Mr. Brownstone with the help of our friend West Arkeen and some guy that just, I don't know, his name just escapes me." (Esta é uma canção que nós escrevemos um ano antes da Mr. Brownstone com ajuda de nosso amigo West Arkeen e um cara que eu apenas, eu não sei, seu nome me escapa).